# Lekkoatletyka na Letnich Igrzyskach Olimpijskich 1928 – bieg na 400 m mężczyzn

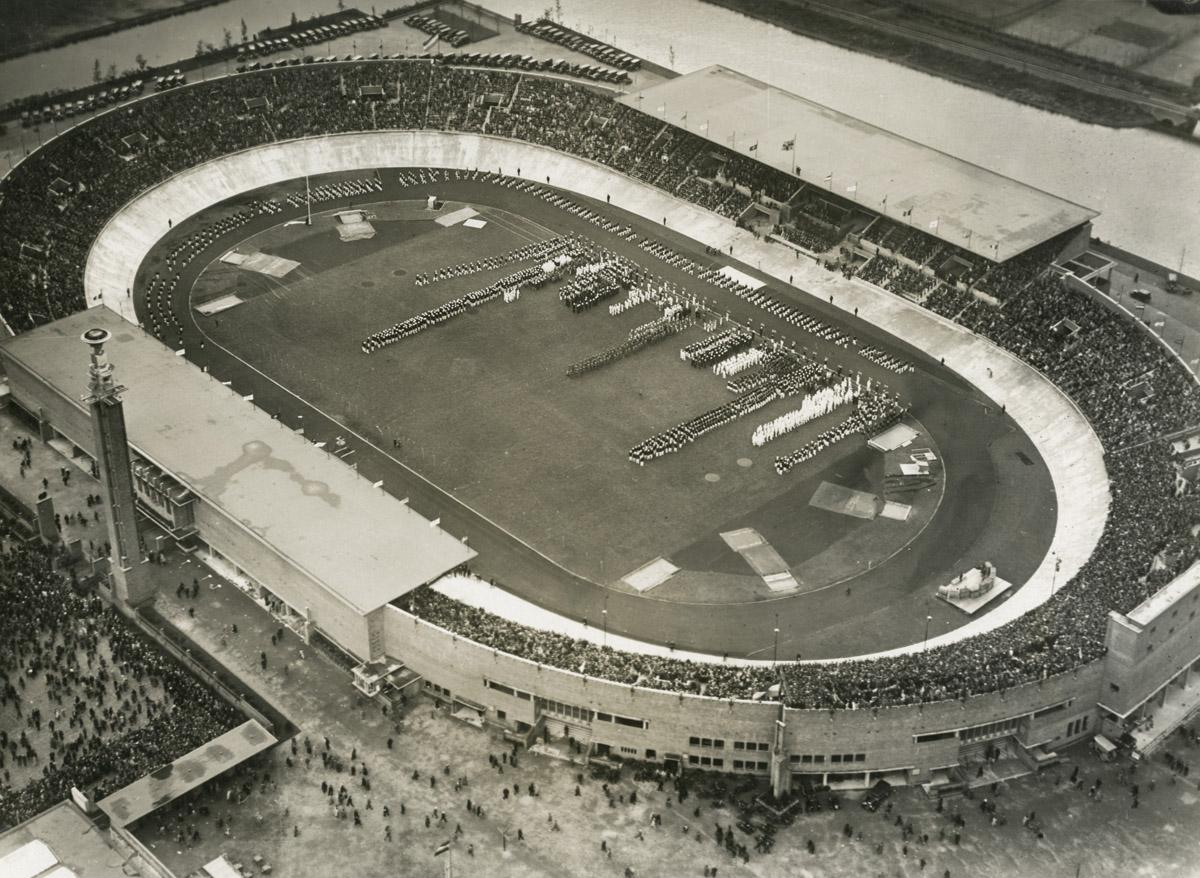
Stadion Olimpijski w Amsterdamie

Bieg na 400 metrów mężczyzn był jedną z konkurencji rozgrywanych podczas VIII Letnich Igrzysk Olimpijskich. Biegi zostały rozegrane w dniach 2 – 3 sierpnia 1928 roku na Stadionie Olimpijskim w Amsterdamie.

## Terminarz
| Data            |              |
| --------------- | ------------ |
| 2 sierpnia 1928 | Eliminacje   |
| 2 sierpnia 1928 | Ćwierćfinały |
| 3 sierpnia 1928 | Półfinały    |
| 3 sierpnia 1928 | Finał        |

## Eliminacje
Z każdego z 15 biegów do kolejnej rundy awansowało dwóch pierwszych zawodników. Do półfinałów z każdego z ćwierćfinałów awansowało dwóch pierwszych zawodników. Do finału z każdego półfinałów awansowało trzech zawodników.

## Wyniki

### Eliminacje

#### Bieg 1
| Poz. | Zawodnik            | Reprezentacja     | Czas | Uwagi |
| ---- | ------------------- | ----------------- | ---- | ----- |
| 1.   | Hermon Phillips     | Stany Zjednoczone | 49,4 | Q     |
| 2.   | Georges Dupont      | Francja           | b.d  | Q     |
| 3.   | Zygmunt Weiss       | Polska            | 50,8 |       |
| 4.   | Rinus van den Berge | Holandia          | b.d  |       |
| 5.   | Víctor Villaseñor   | Meksyk            | b.d  |       |

#### Bieg 2
| Poz. | Zawodnik         | Reprezentacja     | Czas | Uwagi |
| ---- | ---------------- | ----------------- | ---- | ----- |
| 1.   | Euil Snider      | Stany Zjednoczone | 50,4 | Q     |
| 2.   | François Prinsen | Belgia            | b.d  | Q     |

#### Bieg 3
| Poz. | Zawodnik           | Reprezentacja  | Czas | Uwagi |
| ---- | ------------------ | -------------- | ---- | ----- |
| 1.   | Phil Edwards       | Kanada         | 49,8 | Q     |
| 2.   | Georges Krotoff    | Francja        | 50,5 | Q     |
| 3.   | Jaroslav Vykoupil  | Czechosłowacja | b.d  |       |
| 4.   | Stefan Kostrzewski | Polska         | 52,2 |       |

#### Bieg 4
| Poz. | Zawodnik           | Reprezentacja   | Czas | Uwagi |
| ---- | ------------------ | --------------- | ---- | ----- |
| 1.   | John Rinkel        | Wielka Brytania | 50,2 | Q     |
| 2.   | Johann Bartl       | Czechosłowacja  | b.d  | Q     |
| 3.   | Eugene Langenraedt | Belgia          | b.d  |       |
| 4.   | Feliks Żuber       | Polska          | 52,6 |       |

#### Bieg 5
| Poz. | Zawodnik           | Reprezentacja | Czas | Uwagi |
| ---- | ------------------ | ------------- | ---- | ----- |
| 1.   | Joachim Büchner    | Niemcy        | 50,6 | Q     |
| 2.   | Andries Hoogerwerf | Holandia      | b.d  | Q     |

#### Bieg 6
| Poz. | Zawodnik         | Reprezentacja     | Czas | Uwagi |
| ---- | ---------------- | ----------------- | ---- | ----- |
| 1.   | Ray Barbuti      | Stany Zjednoczone | 49,8 | Q     |
| 2.   | Sean Lavan       | Irlandia          | b.d  | Q     |
| 3.   | Louis Lundgren   | Dania             | b.d  |       |
| 4.   | Jenő Szalay      | Węgry             | b.d  |       |
| 5.   | Alejandro Hannig | Chile             | b.d  |       |

#### Bieg 7
| Poz. | Zawodnik           | Reprezentacja | Czas | Uwagi |
| ---- | ------------------ | ------------- | ---- | ----- |
| 1.   | Harry Werner Storz | Niemcy        | 50,6 | Q     |
| 2.   | Harry Broos        | Holandia      | b.d  | Q     |
| 3.   | Joaquín Miquel     | Hiszpania     | b.d  |       |

#### Bieg 8
| Poz. | Zawodnik         | Reprezentacja   | Czas | Uwagi |
| ---- | ---------------- | --------------- | ---- | ----- |
| 1.   | James Ball       | Kanada          | 55,8 | Q     |
| 2.   | Roger Leigh-Wood | Wielka Brytania | b.d  | Q     |

#### Bieg 9
| Poz. | Zawodnik      | Reprezentacja    | Czas   | Uwagi |
| ---- | ------------- | ---------------- | ------ | ----- |
| 1.   | Jesús Moraila | Meksyk           | 1:00,0 | Q     |
| 2.   | James Hall    | Indie Brytyjskie | b.d    | Q     |

#### Bieg 10
| Poz. | Zawodnik      | Reprezentacja | Czas | Uwagi |
| ---- | ------------- | ------------- | ---- | ----- |
| 1.   | László Barsi  | Węgry         | 55,6 | Q     |
| 2.   | Lucílo Iturbe | Meksyk        | b.d  | Q     |

#### Bieg 11
| Poz. | Zawodnik            | Reprezentacja     | Czas | Uwagi |
| ---- | ------------------- | ----------------- | ---- | ----- |
| 1.   | Joe Tierney         | Stany Zjednoczone | 49,8 | Q     |
| 2.   | Alex Wilson         | Kanada            | 49,9 | Q     |
| 3.   | Klemens Biniakowski | Polska            | 50,8 |       |

#### Bieg 12
| Poz. | Zawodnik             | Reprezentacja   | Czas | Uwagi |
| ---- | -------------------- | --------------- | ---- | ----- |
| 1.   | René Féger           | Francja         | 51,4 | Q     |
| 2.   | Billy Green          | Wielka Brytania | b.d  | Q     |
| 3.   | José Vicente Salinas | Chile           | b.d  |       |

#### Bieg 13
| Poz. | Zawodnik            | Reprezentacja | Czas | Uwagi |
| ---- | ------------------- | ------------- | ---- | ----- |
| 1.   | Hermann Geißler     | Austria       | 50,2 | Q     |
| 2.   | Adriaan Paulen      | Holandia      | b.d  | Q     |
| 3.   | László Magdics      | Węgry         | b.d  |       |
| 4.   | Vasileios Stavrinos | Grecja        | b.d  |       |
| 5.   | Frédéric Eyschen    | Luksemburg    | b.d  |       |

#### Bieg 14
| Poz. | Zawodnik       | Reprezentacja | Czas | Uwagi |
| ---- | -------------- | ------------- | ---- | ----- |
| 1.   | Otto Neumann   | Niemcy        | 50,6 | Q     |
| 2.   | Fred Macbeth   | Kanada        | b.d  | Q     |
| 3.   | Charles Stuart | Australia     | b.d  |       |
| 4.   | Mór Gerő       | Węgry         | b.d  |       |
| 5.   | E.Miropoulos   | Grecja        | b.d  |       |

#### Bieg 15
| Poz. | Zawodnik         | Reprezentacja   | Czas | Uwagi |
| ---- | ---------------- | --------------- | ---- | ----- |
| 1.   | Reinhold Schmidt | Niemcy          | 50,0 | Q     |
| 2.   | Joseph Jackson   | Francja         | 50,6 | Q     |
| 3.   | John Hanlon      | Wielka Brytania | b.d  |       |
| 4.   | Alfonso García   | Meksyk          | b.d  |       |

### Ćwierćfinały

#### Bieg 1
| Poz. | Zawodnik         | Reprezentacja     | Czas | Uwagi |
| ---- | ---------------- | ----------------- | ---- | ----- |
| 1.   | Hermon Phillips  | Stany Zjednoczone | 49,6 | Q     |
| 2.   | Georges Krotoff  | Francja           | b.d  | Q     |
| 3.   | Billy Green      | Wielka Brytania   | b.d  |       |
| 4.   | Reinhold Schmidt | Niemcy            | b.d  |       |
| 5.   | James Hall       | Indie Brytyjskie  | b.d  |       |

#### Bieg 2
| Poz. | Zawodnik       | Reprezentacja     | Czas | Uwagi |
| ---- | -------------- | ----------------- | ---- | ----- |
| 1.   | Ray Barbuti    | Stany Zjednoczone | 48,8 | Q     |
| 2.   | Alex Wilson    | Kanada            | b.d  | Q     |
| 3.   | Otto Neumann   | Niemcy            | b.d  |       |
| 4.   | Georges Dupont | Francja           | b.d  |       |
| 5.   | Jesús Moraila  | Meksyk            | b.d  |       |

#### Bieg 3
| Poz. | Zawodnik           | Reprezentacja      | Czas | Uwagi |
| ---- | ------------------ | ------------------ | ---- | ----- |
| 1.   | James Ball         | Kanada             | 49,2 | Q     |
| 2.   | René Féger         | Francja            | b.d  | Q     |
| 3.   | Euil Snider        | Stacje Zjednoczone | b.d  |       |
| 4.   | Andries Hoogerwerf | Holandia           | b.d  |       |
| 5.   | Hermann Geißler    | Austria            | b.d  |       |

#### Bieg 4
| Poz. | Zawodnik           | Reprezentacja   | Czas | Uwagi |
| ---- | ------------------ | --------------- | ---- | ----- |
| 1.   | Harry Werner Storz | Niemcy          | 49,4 | Q     |
| 2.   | John Rinkel        | Wielka Brytania | b.d  | Q     |
| 3.   | Joseph Jackson     | Francja         | b.d  |       |
| 4.   | François Prinsen   | Belgia          | b.d  |       |
| 5.   | Lucílo Iturbe      | Meksyk          | b.d  |       |

#### Bieg 5
| Poz. | Zawodnik     | Reprezentacja     | Czas | Uwagi |
| ---- | ------------ | ----------------- | ---- | ----- |
| 1.   | Phil Edwards | Kanada            | 49,2 | Q     |
| 2.   | Harry Broos  | Holandia          | b.d  | Q     |
| 3.   | Johann Bartl | Czechosłowacja    | b.d  |       |
| 4.   | Joe Tierney  | Stany Zjednoczone | b.d  |       |
| 5.   | Sean Lavan   | Irlandia          | b.d  |       |

#### Bieg 6
| Poz. | Zawodnik         | Reprezentacja   | Czas | Uwagi |
| ---- | ---------------- | --------------- | ---- | ----- |
| 1.   | Joachim Büchner  | Niemcy          | 48,6 | Q     |
| 2.   | László Barsi     | Węgry           | b.d  | Q     |
| 3.   | Roger Leigh-Wood | Wielka Brytania | b.d  |       |
| 4.   | Adriaan Paulen   | Holandia        | b.d  |       |
| 5.   | Fred Macbeth     | Kanada          | b.d  |       |

### Półfinały

#### Bieg 1
| Poz. | Zawodnik           | Reprezentacja     | Czas | Uwagi |
| ---- | ------------------ | ----------------- | ---- | ----- |
| 1.   | James Ball         | kanada            | 48,6 | Q     |
| 2.   | Ray Barbuti        | Stany Zjednoczone | 48,8 | Q     |
| 3.   | Harry Werner Storz | Niemcy            | 49,0 | Q     |
| 4.   | László Barsi       | Węgry             | 49,2 |       |
| 5.   | Harry Broos        | Holandia          | 49,9 |       |
| 6.   | Georges Krotoff    | Francja           | b.d  |       |

#### Bieg 2
| Poz. | Zawodnik        | Reprezentacja     | Czas | Uwagi |
| ---- | --------------- | ----------------- | ---- | ----- |
| 1.   | Joachim Büchner | Niemcy            | 48,6 | Q     |
| 2.   | Hermon Phillips | Stany Zjednoczone | 49,1 | Q     |
| 3.   | John Rinkel     | Wielka Brytania   | 49,1 | Q     |
| 4.   | Alex Wilson     | Kanada            | 49,2 |       |
| 5.   | René Féger      | Francja           | 49,6 |       |
| 6.   | Phil Edwards    | Kanada            | 50,2 |       |

### Finał
| Poz. | Zawodnik           | Reprezentacja     | Czas | Uwagi |
| ---- | ------------------ | ----------------- | ---- | ----- |
| 1.   | Ray Barbuti        | Stany Zjednoczone | 47,8 |       |
| 2.   | James Ball         | Kanada            | 48,0 |       |
| 3.   | Joachim Büchner    | Niemcy            | 48,2 |       |
| 4.   | John Rinkel        | Wielka Brytania   | 48,4 |       |
| 5.   | Harry Werner Storz | Niemcy            | 48,8 |       |
| 6.   | Hermon Phillips    | Stany Zjednoczone | 49,0 |       |